# Kutzenhausen (Bas-Rhin)

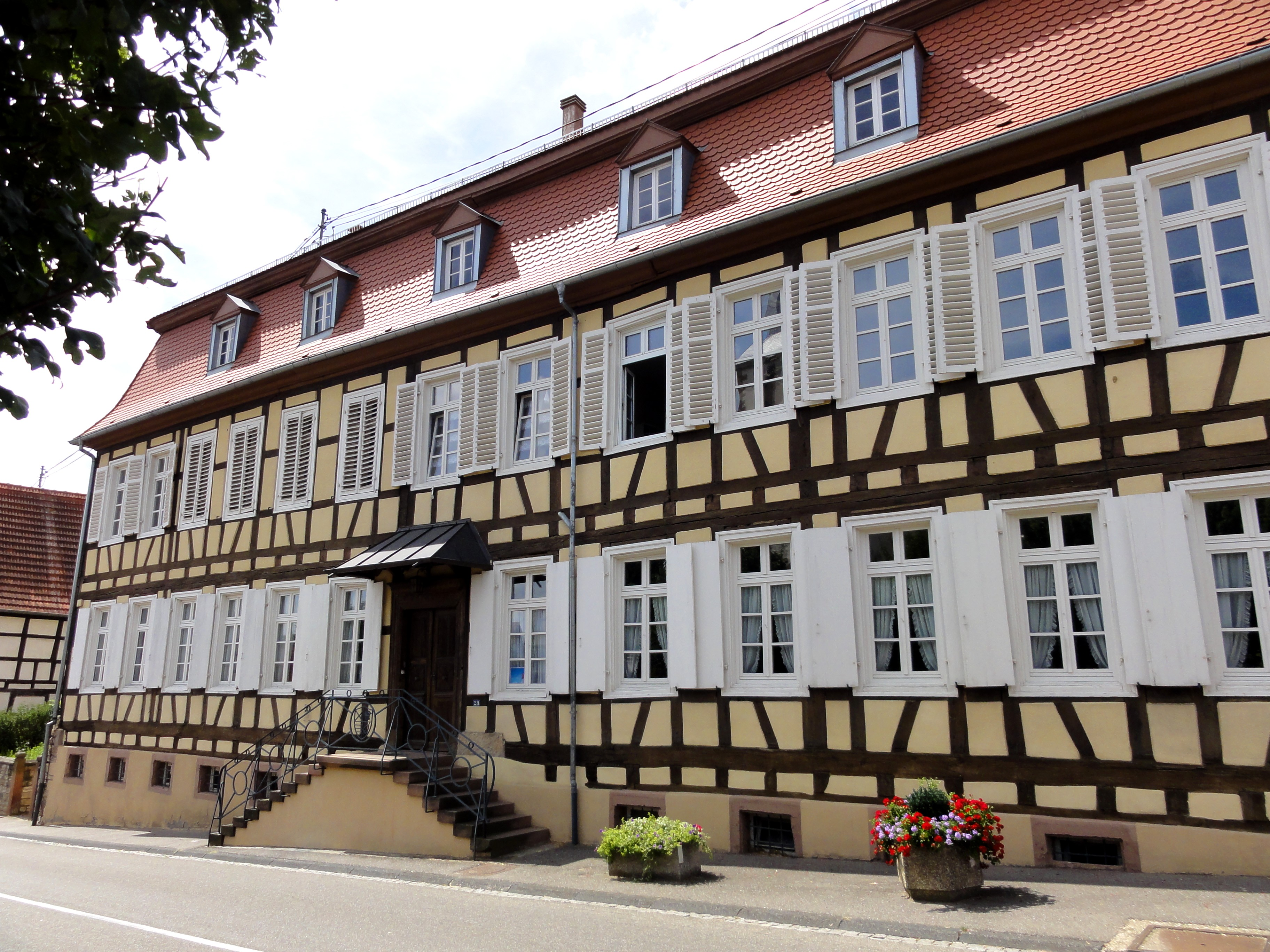
Ehemaliges Amtshaus

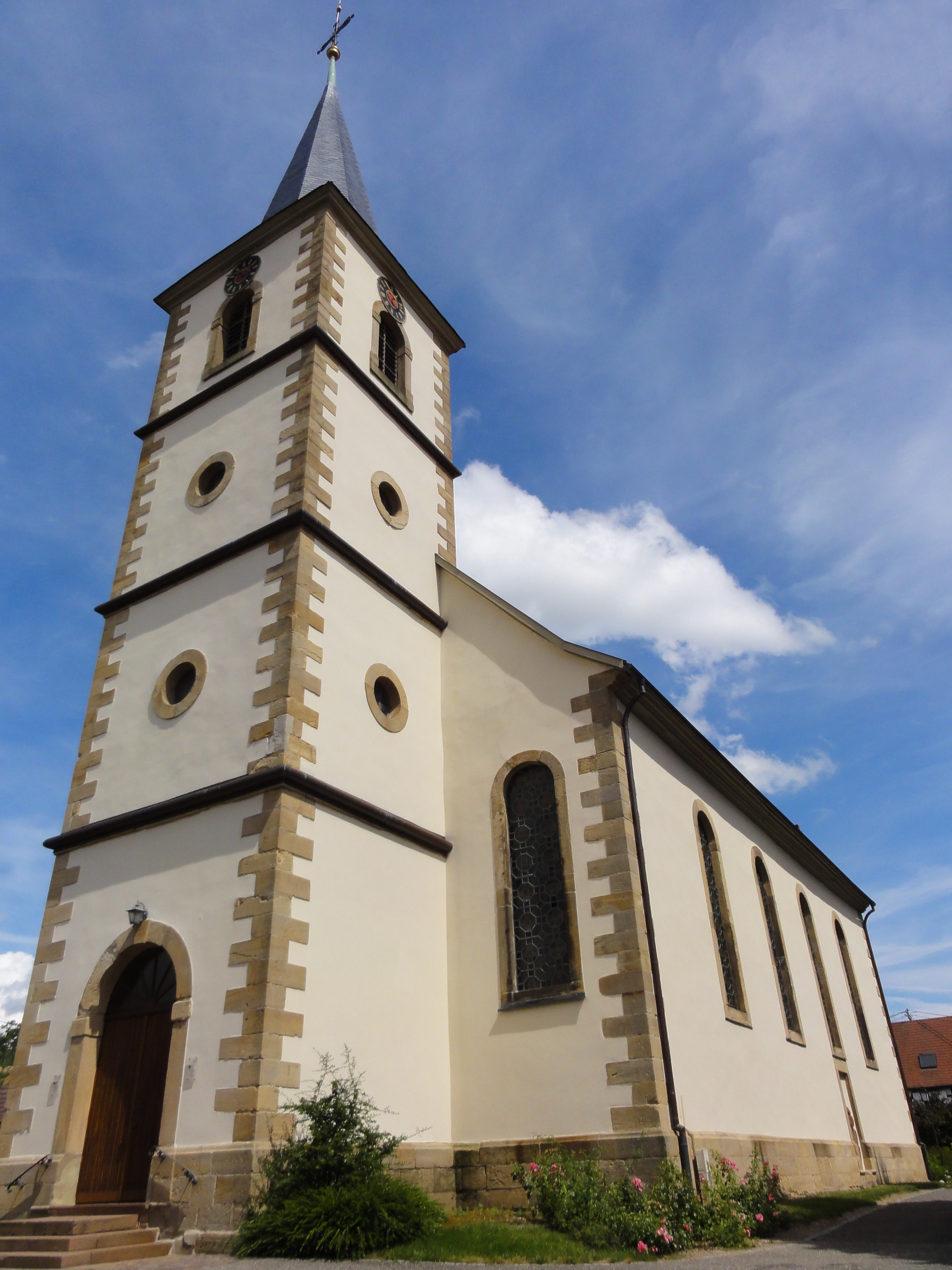
Evangelische Kirche

Kutzenhausen (historisch Kotzenhausen) ist eine französische Gemeinde mit 921 Einwohnern (Stand 1. Januar 2021) im Département Bas-Rhin in der Europäischen Gebietskörperschaft Elsass und in der Region Grand Est. Sie liegt am Biosphärenreservat Pfälzerwald-Vosges du Nord und ist Mitglied der Communauté de communes Sauer-Pechelbronn.

## Geschichte

### Mittelalter
Das Dorf Kutzenhausen gehörte zur Herrschaft Lichtenberg. Als dort durch Gebietserwerb im 14. Jahrhundert zu Beginn des 15. Jahrhunderts die zu umfangreich gewordenen Ämter Ingweiler und Buchsweiler neu organisiert werden mussten, wurde unter anderem das Amt Pfaffenhofen ausgegliedert und verselbständigt. Als auch dieses durch weiteren Gebietszuwachs erneut geteilt werden musste, entstand das Amt Offendorf noch vor 1440, zu dem auch Kutzenhausen gehörte.
Elisabeth, eine der beiden Erbtöchter Ludwigs V. von Lichtenberg (* 1417; † 1474), heiratete Graf Simon IV. Wecker von Zweibrücken-Bitsch. Nach dem Tod des letzten Lichtenbergers, Jakob von Lichtenberg, eines Onkels von Elisabeth, erbte sie die Hälfte der Herrschaft Lichtenberg, zu der auch das Amt Offendorf – und damit Kutzenhausen – gehörte.
Das Dorf Niederkutzenhausen im Amt Wörth der Herrschaft Lichtenberg ist zu einem unbekannten Zeitpunkt im späten Mittelalter oder in der frühen Neuzeit in Kutzenhausen aufgegangen.

### Frühe Neuzeit
Graf Jakob von Zweibrücken-Bitsch (* 1510; † 1570) und sein schon 1540 verstorbener Bruder Simon V. Wecker hinterließen nur jeweils eine Tochter als Erbin. Die Tochter des Grafen Jakob, Margarethe (* 1540; † 1569), war mit Philipp V. von Hanau-Lichtenberg (* 1541; † 1599) verheiratet. Zu dem sich aus dieser Konstellation ergebenden Erbe zählte auch die zweite, nicht bereits in der Grafschaft Hanau-Lichtenberg liegende Hälfte der ehemaligen Herrschaft Lichtenberg und darin auch das Amt Offendorf mit Kutzenhausen.
Der zu diesem Zeitpunkt regierende Graf Philipp IV. von Hanau-Lichtenberg (1514–1590) führte die Reformation in seiner Grafschaft und auch den durch die Erbschaft hinzu gewonnenen Gebieten konsequent durch, die nun lutherisch wurden. Kutzenhausen war als Lehen an die Herren von Fleckenstein vergeben und fiel erst 1705 wieder an die Grafen von Hanau zurück.
Mit der Reunionspolitik Frankreichs unter König Ludwig XIV. kam das Amt Offendorf unter französische Oberhoheit. Die französische Regierung setzte 1693 durch, dass die Kirche des Ortes künftig als Simultaneum genutzt wurde.
Nach dem Tod des letzten Hanauer Grafen, Johann Reinhard III. 1736, fiel Hanau-Lichtenberg – und damit auch das Amt Offendorf – an den Sohn seiner einzigen Tochter, Charlotte, Landgraf Ludwig (IX.) von Hessen-Darmstadt. Am Ende des 18. Jahrhunderts ist Kutzenhausen nicht mehr als Bestandteil des Amtes Offendorf ausgewiesen.
Von 1871 bis zum Ende des Ersten Weltkrieges gehörte Kutzenhausen als Teil des Reichslandes Elsaß-Lothringen zum Deutschen Reich und war dem Kreis Weißenburg im Bezirk Unterelsaß zugeordnet.
Während der Erdölförderung im benachbarten Merkwiller-Pechelbronn (1735–1965) waren am westlichen Rand des Gemeindegebiets Förder- und Verarbeitungsanlagen installiert. 

### Bevölkerungsentwicklung
| 1910 | 1962 | 1968 | 1975 | 1982 | 1990 | 1999 | 2007 | 2017 | 2020 |
| 752  | 764  | 785  | 719  | 713  | 740  | 783  | 837  | 915  | 917  |

## La Maison Rurale de l’Outre-Forêt

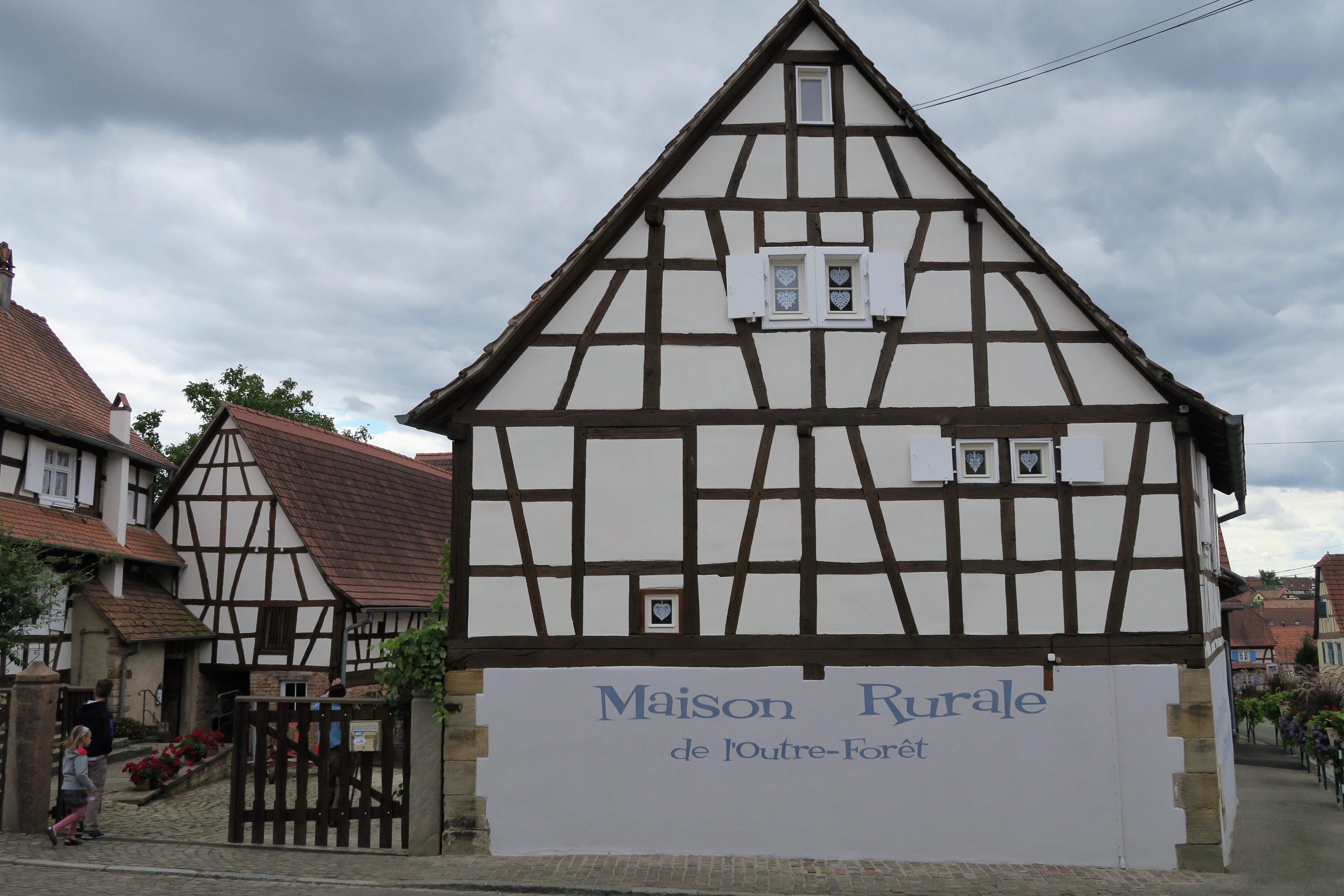
Kutzenhausen Maison Rurale de l’Outre-Forêt

Das Maison Rurale de l’Outre-Forêt (Bauernhofmuseum Untermwald) wurde auf Initiative des Cercle d’Histoire de l’Outre-Forêt (Historischer Arbeitskreis Untermwald) gegründet. 1988 kaufte die Communauté de communes Sauer-Pechelbronn (Verbandsgemeinde Sauer-Pechelbronn) einen alten Bauernhof in Kutzenhausen, der nach 10-jähriger Renovierung als regionales Museum eröffnet wurde. Neben der Ausstellung von Gegenständen des bäuerlichen Lebens ist ein wichtiges Ziel des Museums, die Bewahrung der Volkskünste und -traditionen der Region. Dazu werden das ganze Jahr über Vorträge, Kurse und andere Veranstaltungen angeboten. Überregional bekannt ist das Festival du point de croix et de la broderie (Kreuzstich- und Stickerei-Festival). Das Museum wird von 12.000 bis 15.000 Besuchern pro Jahr besucht.

## Partnergemeinden
Die Gemeinde unterhält eine Partnerschaft mit der gleichnamigen deutschen Gemeinde Kutzenhausen in Bayern.

## Persönlichkeiten
- Louise Weyland, geb. Aulber, (1758–1837); Erzieherin König Ludwigs I. von Bayern und seiner Geschwister.